# Louis Hartlooper Complex
Het Louis Hartlooper Complex (LHC) is een filmtheater, cultuurcentrum en horecagelegenheid in de stad Utrecht in Nederland. Het theater opende in 2004 zijn deuren.  
Filmmaker en bioscoopeigenaar Jos Stelling nam het initiatief tot dit filmtheater dat hij vernoemde naar acteur en filmexplicateur Louis Hartlooper, een bekend persoon uit de Utrechtse filmgeschiedenis. Het LHC heeft vergader- en tentoonstellingsruimte, een restaurant, café, salon, terras en vijf filmzalen voor onder andere arthouse, wereldcinema en klassiekers. Het LHC bevindt zich in de binnenstad van Utrecht.  

## Geschiedenis
LHC is gevestigd in een voormalig politiebureau. Het complex is een rijksmonument uit 1927 in de stijl van de Amsterdamse School, ontworpen door de Utrechtse stadsarchitect Johannes Izak Planjer. Planjer ontwierp het gebouw tegelijk met de naastgelegen brug met kademuur en tramhalte. In 1995 is in het poortgedeelte een driedimensionale gevelsteen geplaatst van Stef Stokhof de Jong getiteld D' Oude Tollesteegh-poort.
In 2001 gaf de gemeente Utrecht toelating om het oude politiegebouw te transformeren tot een filmtheater. Voor het realiseren van filmzalen was een grondige verbouwing noodzakelijk om de twee bioscoopzalen in te kunnen passen, waarbij rekening diende te worden gehouden met de monumentenstatus. De zalen zijn op de binnenplaats gebouwd, deels onder de grond, omdat men gebonden was aan een maximumhoogte.
Op 22 juli 2004 werd het eerste publiek verwelkomd. De officiële opening was op 5 september 2004 door Louis Hartlooper jr., de zoon van acteur en explicateur Louis Hartlooper.

## Programma
Als cultureel ontmoetingshuis participeert het LHC in initiatieven op het gebied van beeld- en filmcultuur. Het wekelijkse filmprogramma wordt afgewisseld met speciale evenementen en filmreeksen zoals Psychoanalyse & Film, Movies that Matter en Timeless. Het theater biedt ook onderdak aan het Nederlands Film Festival (NFF), Kaboom Animation Festival en Le Guess Who?.